# Merionoeda ruficornis
Merionoeda ruficornis là một loài bọ cánh cứng trong họ Cerambycidae.